# H-2 SOW
El H-2 SOW (Stand-Off Weapon) es una bomba planeadora guiada con precisión fabricada por NESCOM y desplegada por la Fuerza Aérea de Pakistán, capaz de atacar objetivos a distancia. Dispone de un sistema de guiado terminal basado en un buscador de imágenes por infrarrojos que identifica el objetivo durante la etapa final del vuelo. Diseñada para alcanzar objetivos a una distancia de hasta 60 kilómetros, la bomba puede evadir el radar.
Según una fuente paquistaní, el H-2 es una versión más ligera del H-4 SOW. La prensa paquistaní informa que el H-4 fue creado por la Comisión Nacional de Ingeniería y Ciencia de Pakistán (NESCOM), en colaboración con la Organización de Misiles de Pakistán y el Complejo de Armas Aéreas en Pakistán.

## Historial operativo
Se dice que el H-2 entró en servicio con la Fuerza Aérea de Pakistán en 2003.
Los cazas Mirage III/5 de la Fuerza Aérea de Pakistán lanzaron una versión guiada por televisión del H-2 contra un objetivo simulado desde una distancia de 60 km durante una demostración de potencia de fuego el 6 de abril de 2010 en el ejercicio de fuerza High Mark 2010, lo que marcó la primera fase del programa aéreo de Pakistán.